# 德文·威廉斯 (籃球運動員)
德文·賈瓦爾·威廉斯（1994年5月31日—）為美國男子籃球運動員，場上位置為大前鋒，最後效力於台灣職業籃球大聯盟桃園台啤永豐雲豹。

## 早年
威廉斯為了打全美賽事，威廉斯從威斯洛高级中学轉學至蒙特沃德学院，2012年11月威廉斯承諾就讀西弗吉尼亞大學。

## 職業生涯
2018年4月20日，巴阿蒙牧牛人簽下威廉斯。
2020年12月1日，威廉斯加盟中国男子篮球职业联赛江苏龙。2021年1月5日，江苏龙與威廉斯終止合約關係，威廉斯代表江苏龙出賽14場，場均上場16.2分鐘，可貢獻12.9分、8.1籃板、1.4助攻。1月28日，韓國籃球聯賽高陽獵戶座引進威廉斯頂替杰夫·威西。2月3日，高陽獵戶座完成註冊手續。
2021年7月7日，花園城市學院與威廉斯達成協議。2022年1月22日，西班牙篮球甲级联赛马拉加與威廉斯達成協議。1月26日，威廉斯的合約因為體檢未通過而未生效。
2022年10月5日，江苏龙註冊舊將威廉斯。
2023年10月7日，T1聯盟台啤永豐雲豹宣布簽下威廉斯。2023-24賽季威廉斯以場均16.6籃板的表現拿下籃板王。
2024年8月7日，桃園台啤永豐雲豹宣布與威廉斯完成續約。2024-25賽季威廉斯出賽30場，繳出場均18.3分、12.7籃板、1.2助攻的表現，拿下籃板王。2025年5月底，韓國籃球聯賽昌原LG獵隼與威廉斯簽下短約征戰亞洲籃球冠軍聯賽，但簽約後威廉斯的小腿受傷，昌原LG獵隼改簽下凱文·艾倫。8月12日，桃園台啤永豐雲豹宣布與威廉斯合約期滿不續約。

## 國家隊生涯
2018年2月威廉斯代表美國征戰2019年世界盃籃球賽美洲區資格賽。2024年10月威廉斯表達歸化中華民國國籍的意願，代表中華臺北征戰國際賽。

## 外部連結
- 德文·威廉斯在fiba.basketball（英语）
- 德文·威廉斯在NBA G聯盟官網（英语）
- 德文·威廉斯在歐洲籃球聯賽官網（英语）
- 德文·威廉斯在TBLStat.net（英语）
- 德文·威廉斯在亞得里亞海聯賽官網（英语）
- 德文·威廉斯在韓國籃球聯賽官網（英语）
- 德文·威廉斯在台灣職業籃球大聯盟官網
- 德文·威廉斯在Basketball-Reference.com（NBA）（英语）
- 德文·威廉斯在Basketball-Reference.com（NBA G聯盟）（英语）
- 德文·威廉斯在Basketball-Reference.com（國際）（英语）
- 德文·威廉斯在Sports-Reference.com（NCAA）（英语）
- 德文·威廉斯在Eurobasket.com（球員）（英语）
- 德文·威廉斯在Proballers（英语）
- 德文·威廉斯在RealGM（球員）（英语）
- 德文·威廉斯在中国篮球数据库
- 德文·威廉斯在Flashscore（英语）